# Атлас (спътник)
Вижте пояснителната страница за други значения на Атлас.
Атлас е естествен спътник на Сатурн. Известен е още под името Сатурн 15. При откриването му е дадено предварителното означение 1980 S 28. Сегашното си име получава през 1983 г., като е кръстен на героя от древногръцката митология Атлас.
За Атлас се смята че е спътник-овчар на пръстен А на Сатурн. През 2004 г. е открит блед пръстен с предварително наименование R/2004 S 1 намиращ се на по-близка орбита от тази на Атлас.